# Oka (přítok Angary)
Oka (rusky Ока) nebo Acha (rusky Аха) je řeka v Burjatské republice a v Irkutské oblasti v Rusku. Je 630 km dlouhá. Povodí má rozlohu 34 000 km².

## Průběh toku
Odtéká z jezera Okinskoje u úpatí Munku-Sardyk ve Východních Sajanech. Teče nejprve v mezihorské kotlině a poté v úzké dolině, jež protíná hřbety Východních Sajan, přičemž vytváří neprůchodné peřeje. Na dolním toku protéká Irkutsko-Čeremchovskou rovinou. Ústí do Bratské přehradní nádrže, která byla vybudovaná na Angaře (povodí Jeniseje). Záliv přehrady jež vznikl v údolí řeky je dlouhý více než 300 km.

## Vodní režim
Zdrojem vody jsou převážně dešťové srážky. Průměrný průtok vody činí 274 m³/s. Zamrzá na konci října až na začátku listopadu a rozmrzá na konci dubna až na začátku května.

## Využití
Řeka je splavná. Leží na ní město Zima.